# All About Christmas Eve
All About Christmas Eve is de tiende aflevering van het twaalfde seizoen van de televisieserie ER, die voor het eerst werd uitgezonden op 8 december 2005.

## Verhaal
Dr. Kovac komt op zijn eerste dag als hoofd SEH verkleed als Kerstman en deelt aan zijn collega's cadeaus uit. Ondertussen hoort hij van dr. Lockhart dat zij zwanger is van hem. 
Dr. Pratt en dr. Weaver behandelen een meisje dat per ongeluk neergeschoten is, zij proberen haar te redden en hopen op een kerstwonder.
Dr. Clemente merkt dat zijn verleden hem ingehaald heeft, zijn ex-vriendin Jodie duikt weer ineens op. 
Verpleegster Adams houdt weer haar jaarlijks koorauditie, haar deelnemers merken al snel dat zij hierin een streng beleid heeft. 
Peyton krijgt ruzie met een patiënt en steekt een grens over met haar wraak, dit zorgt ervoor dat dr. Kovac zich genoodzaakt voelt om de baas van de verpleegsters erbij te roepen. Er zit voor haar niets anders op dan Peyton te ontslaan, dit tot haar grote woede. 
Dr. Barnett en dr. Kovac behandelen een patiënte met kanker die een moeilijke keuze moet maken.
Taggart merkt dat haar zoon Alex moeite heeft dat zijn vader in de gevangenis zit, en neemt hem mee naar zijn vader voor een bezoek. 

## Rolverdeling

### Hoofdrollen
- Goran Višnjić - Dr. Luka Kovac
- Maura Tierney - Dr. Abby Lockhart
- Mekhi Phifer - Dr. Gregory Pratt
- Parminder Nagra - Dr. Neela Rasgrota
- Shane West - Dr. Ray Barnett
- Scott Grimes -  Dr. Archie Morris
- Laura Innes - Dr. Kerry Weaver
- Kristen Johnston - Dr. Eve Peyton
- John Leguizamo - Dr. Victor Clemente
- Dahlia Salem - Dr. Jessica Albright
- Linda Cardellini - verpleegster Samantha 'Sam' Taggart
- Dominic Janes - Alex Taggart
- Yvette Freeman - verpleegster Haleh Adams
- Laura Cerón - verpleegster Chuny Marquez
- Brian Lester - ambulancemedewerker Brian Dumar
- Lyn Alicia Henderson - ambulancemedewerker Pamela Olbes
- China Shavers - Olivia Evans
- Troy Evans - Frank Martin

### Gastrollen (selectie)
- Garret Dillahunt - Steve Curtis
- LisaGay Hamilton - Nadine Hopkins
- Callie Thorne - Jodie Kenyon
- Jack Carter - Mickey Goldstein
- Jillian Armenante - Tamara Gordon
- Patricia Lentz - baas verpleegsters
- Eileen Galindo - Heather Tocci